# Grote Markt (Antwerpen)
Koordinaten: 51° 13′ 16″ N, 4° 23′ 59″ O
Der Grote Markt von Antwerpen ist ein zentraler Platz in der historischen Altstadt von Antwerpen. Im Zusammenhang mit der Entwicklung der Stadt zu einer bedeutenden Handelsmetropole im Mittelalter bauten viele reiche Kaufleute und die Zünfte prächtige Gebäude um den Platz herum. Sie sind erhalten und schön restauriert.

## Lage und Ausdehnung
Der Platz befindet sich außerhalb des mittelalterlichen Wohnkerns. Er bildet ein mehrfach abgewinkeltes Vieleck und nimmt eine Fläche von rund 5000 m² ein. Seine größere Ausdehnung erreicht der Grote Markt auf der Westseite in Nord-Süd-Richtung mit etwa 82 Metern entlang der Rathausfassade.
Folgende Straßen münden auf den Platz: im Nordwesten die Wisselstraat, im Nordosten die Schoenmakersstraat, im Osten die Kaasrui, im Süden die Torfbrug und die Maalderijstraat und im Südwesten die Hoogstraat.
Das Hafengebiet liegt westlich vom Platz und ist etwa 250 m entfernt.

## Geschichte
Herzog Heinrich I. von Brabant hatte die Fläche des späteren Marktplatzes der Stadt im Jahr 1220 zur gemeinschaftlichen Nutzung geschenkt. So errichteten die Bürger um einen freien Marktplatz herum die kommunale Verwaltung sowie Gilde- bzw. Zunfthäuser.
Erstmals tauchte im Jahr 1310 auf einem Stadtplan die Bezeichnung Merckt auf. Hier fanden die Jahrmärkte (Foren van Brabant) statt. Auf dem Merckt trafen sich vor allem Kaufleute aus dem In- und Ausland (wie Engländer, Italiener, norddeutsche Hanseaten) zu umfangreichen Geschäften. Das brachte der Stadt schnellen Reichtum und führte dazu, dass Antwerpen Ende des 15. Jahrhunderts zum bedeutendsten Handelsplatz der alten Niederlande wurde.

## Bauwerke (Auswahl)

### Rathaus

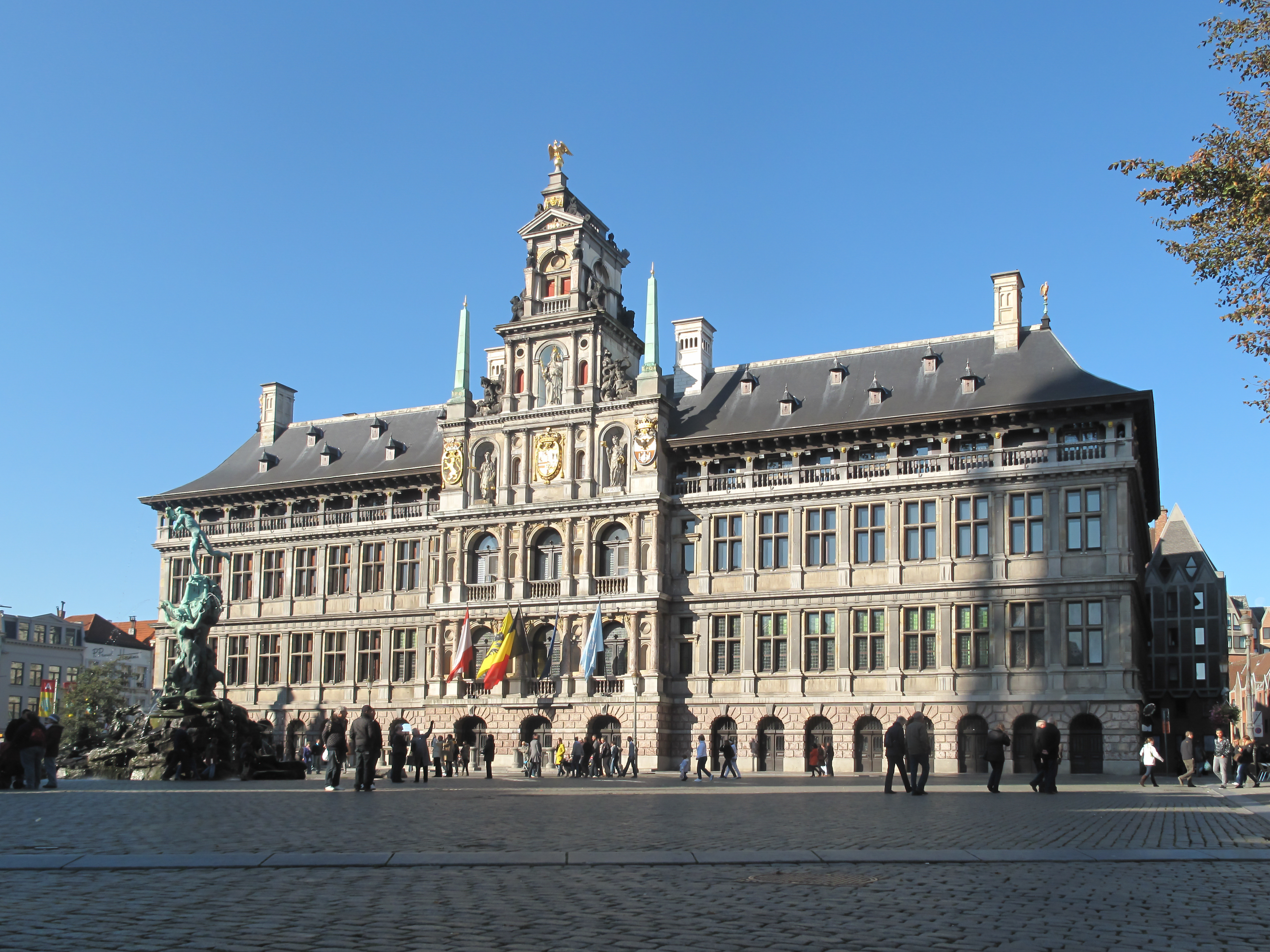
Rathaus mit Brabobrunnen

Das erste Rathaus wurde von 1561 bis 1565 nach Plänen und unter Leitung des Architekten Cornelis Floris De Vriendt sowie unter Mitwirkung des Bildhauers Willem van de Broeck, des Dichters Willem van Haecht sowie der Kunstmaler Jan Metsys und Lambert van Noort gebaut. Spanische Truppen, die in Belgien auf Eroberungszügen waren, plünderten 1576 die Stadt Antwerpen, insbesondere brannten sie das Rathaus nieder. Die schweren Schäden wurden 1578–1580 beseitigt und das Amtshaus entstand nach den vorherigen Plänen im Renaissance-Stil mit einigen gotischen Elementen von neuem.
Nach fast 200 Jahren musste das Gebäude aber Mitte des 19. Jahrhunderts komplett erneuert werden, vor allem erhielt es 1853 bis 1869 eine neue Fassade im damals modernen Stil des Manierismus. Nur wenige frühere Bauteile in den inneren Bögen sind in Spuren erhalten. Im gleichen Zeitraum erfuhr auch das Innere des Rathauses einen Komplettumbau.
Eine weitere Renovierung erfolgte 1882–1891.
Das Rathaus dominiert die gesamte Westseite des Platzes und hat hier eine Baulänge von rund 80 Metern.

### Schmuckbrunnen

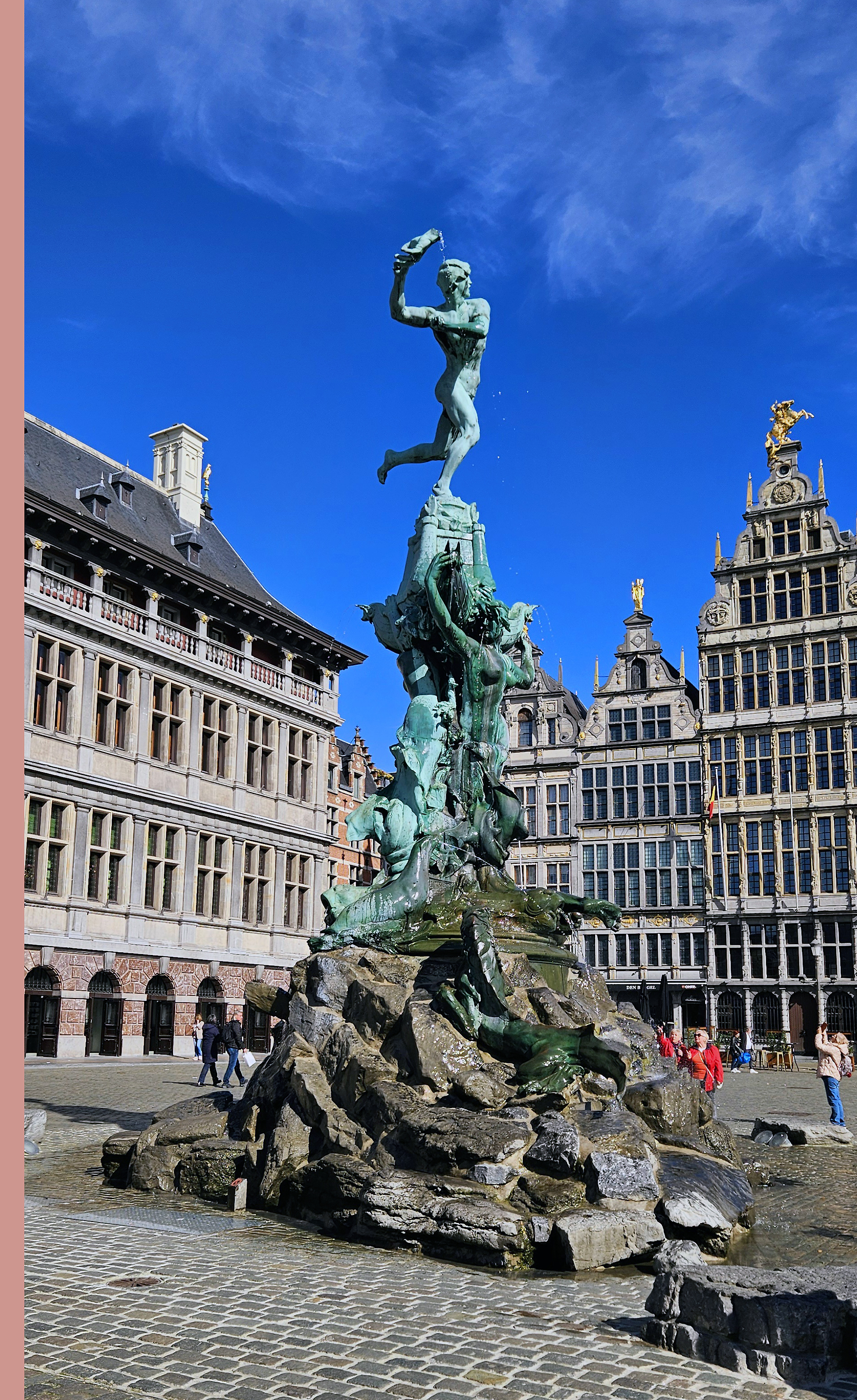
Der Brabobrunnen auf dem Grote Markt

In der Mitte des Platzes steht ein Springbrunnen, gekrönt von einer Bronzefigur. Die Figur stellt den Volkshelden Silvius Brabo dar. Nach ihm wird der Brunnen als Brabo-Brunnen bezeichnet, flämisch Brabofontein.
Brabo soll der Legende nach einen Riesen im Kampf besiegt haben, der zuvor den Kaufleuten, die auf dem Wasserweg nach Antwerpen kamen, Zoll abverlangt hat. Wenn die nicht zahlen wollten oder konnten, soll er ihnen eine Hand abgeschlagen haben. Deshalb ist Brabo vom Bildhauer Jef Lambeaux in der Siegerpose dargestellt, der nun seinerseits dem Riesen die Hand abgehackt hat und diese symbolisch in den Fluss wirft. Der Brunnen wurde 1887 eingeweiht, zuvor stand an dieser Stelle  ein Freiheitsbaum.

### Sonstige Einrichtungen
- Sint-Joris Gildehuis, Grote Markt 7
- Valk, Grote Markt 11
- Tourismusbüro
- In den Gebäuden rund um den Platz sind zahlreiche Restaurants, Cafés, Eisbars, Souvenirgeschäfte und Modesalons ansässig. Auch Hotels bieten Touristen hier Unterkünfte.

Gildehäuser
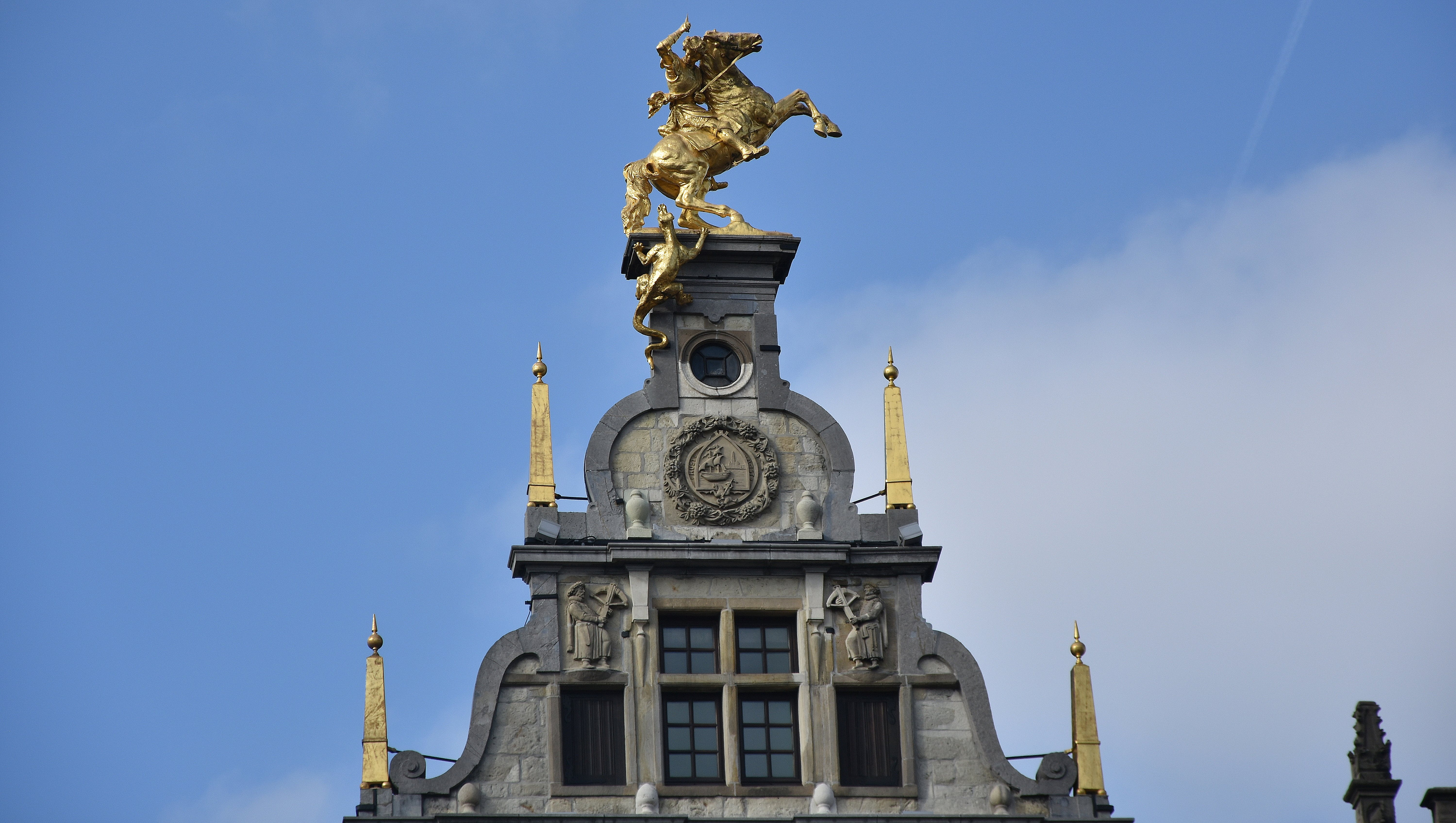
Giebelschmuck am St. Joris-Haus
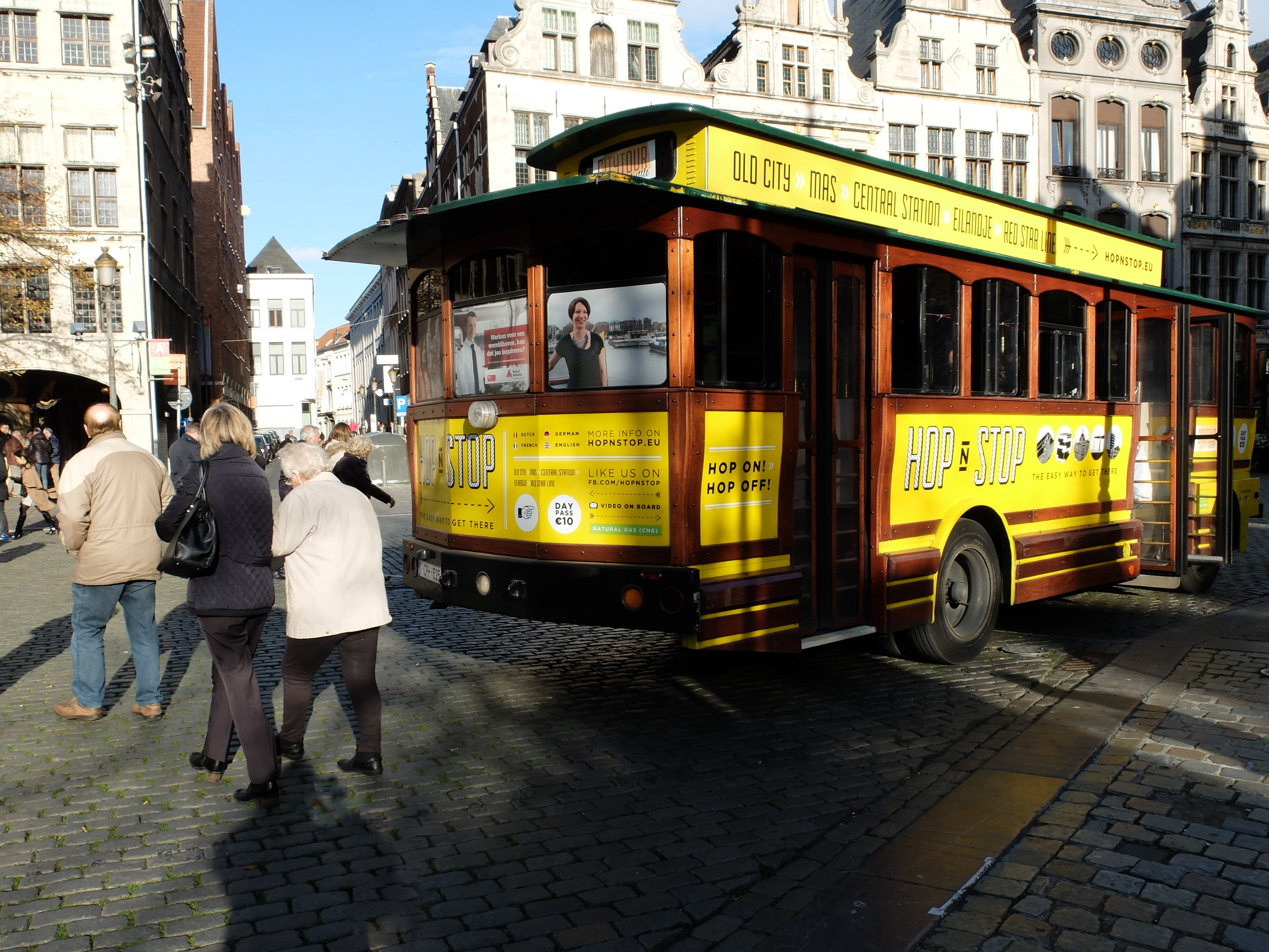
Touristenbus auf dem Platz

## Nutzung des Grote Markt

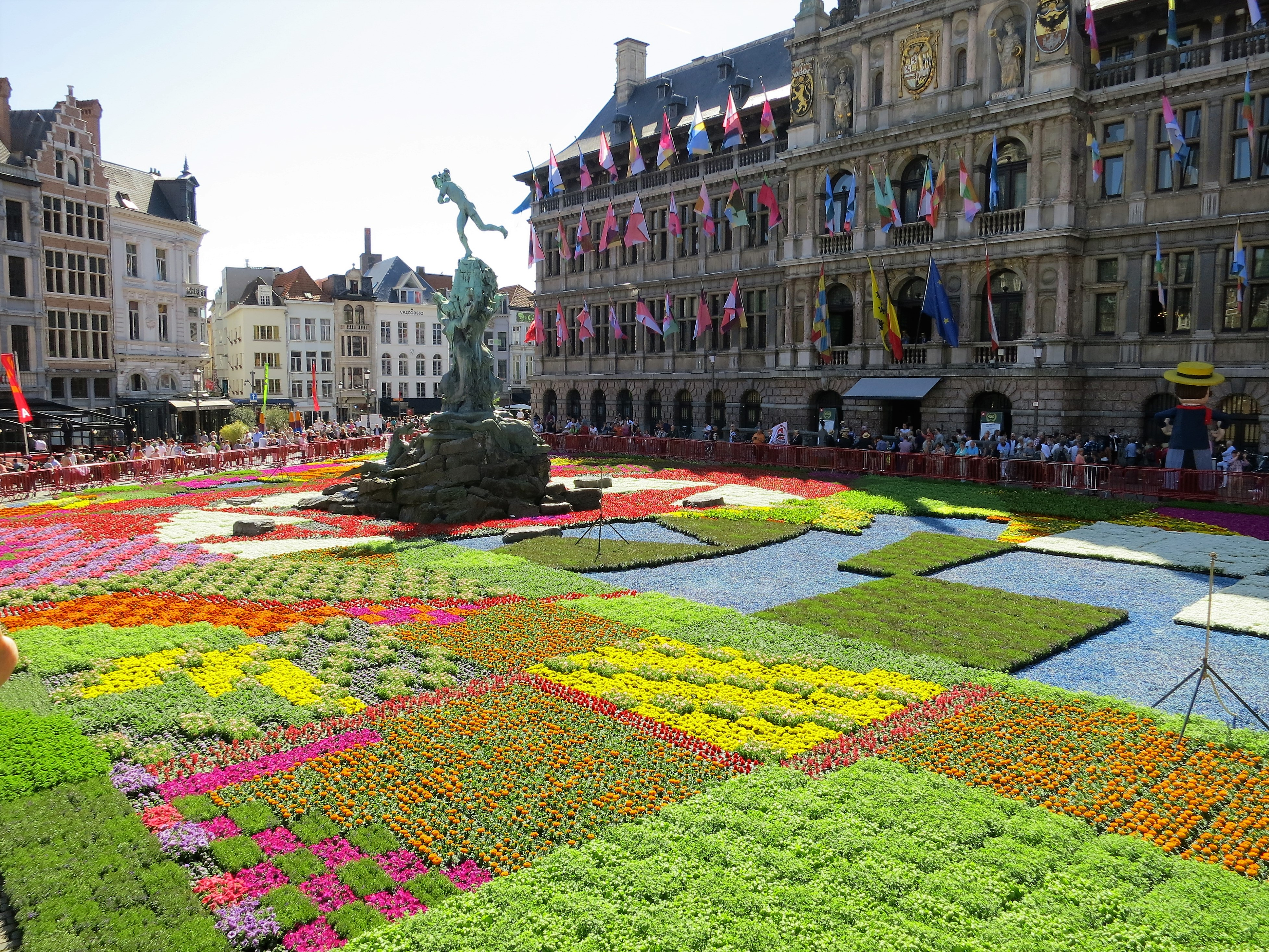
Blumenfest 2015 auf dem Marktplatz in Antwerpen

Regelmäßig im Dezember findet der Weihnachtsmarkt auf dem Platz statt. Außerdem wird eine Eisbahn für jedermann angelegt.
Dazu kommen Konzerte oder andere Großveranstaltungen.
Auf der Platzfläche wird jährlich ein Blumenfestival arrangiert (siehe Bild).
Im Jahr 2017 startete hier die Flandern-Rundfahrt.
Der Grote Markt ist auch Start- und Endpunkt für touristische Erkundungen mit einem E-Tuktuk.

## In der Umgebung
- Unweit des Großen Platzes erhebt sich die Liebfrauen-Kathedrale (Onze-Lieve-Vrouwekathedraal).

- Die Sint-Carolus Borromeuskerk steht etwa 500 m vom Grote Platz entfernt am Hendrik Conscienceplein 11. Diese Kirche wurde 1626 als Jesuitenkirche errichtet.

- Der Fluss Schelde, auf dem die Handelsware überwiegend transportiert wurde, verläuft nicht weit ab von diesem Platz. Der Hafen wird auch im 21. Jahrhundert noch genutzt, vor allem für den Güterverkehr. Flusskreuzfahrtschiffe machen hier auch fest.

- Etwa 200 m vom Grote Markt, am Ernest van Dijckkaai 7, befindet sich das Museum der grafischen Kunst De Reede mit Werken von Francisco de Goya, Edvard Munch und Félicien Rops.[5]

- Nicht vergessen werden darf das Plantin-Moretus-Museum (Vrijdagmarkt 22), nur etwa fünf Gehminuten vom Großen Markt entfernt. Es befindet sich in den Räumen einer historischen Druckerei aus dem 16. Jahrhundert und wurde im Jahr 2005 als Unesco-Weltkulturerbe anerkannt.